# Luke Maye
Luke David Maye (Cary, Carolina del Norte, 7 de marzo de 1997) es un baloncestista estadounidense que actualmente juega en el Ibaraki Robots de la B.League japonesa. Con 2,03 metros de estatura, juega en la posición de ala-pívot.

## Trayectoria deportiva

### Universidad
Jugó cuatro temporadas con los Tar Heels de la Universidad de Carolina del Norte en Chapel Hill, en las que promedió 9,9 puntos, 6,7 rebotes y 1,6 asistencias por partido. En 2017 consiguió con su equipo el Torneo de la NCAA, imponiéndose en la final a Gonzaga. Fue incluido en el mejor quinteto de la Atlantic Coast Conference y elegido jugador más mejorado en 2018, y en el segundo equipo de la conferencia en 2019. En 2018 fue además incluido en el tercer equipo All-American por Associated Press y Sporting News.

#### Estadísticas

##### Temporada regular
| Año     | Equipo         | PJ  | PT | MPP  | %TC  | %3P  | %TL  | RPP  | APP | ROB | TPP | PPP  |
| ------- | -------------- | --- | -- | ---- | ---- | ---- | ---- | ---- | --- | --- | --- | ---- |
| 2015–16 | North Carolina | 33  | 0  | 5.4  | .390 | .286 | .429 | 1.7  | .2  | .1  | .1  | 1.2  |
| 2016–17 | North Carolina | 35  | 1  | 14.1 | .479 | .400 | .579 | 3.9  | 1.2 | .4  | .2  | 5.5  |
| 2017–18 | North Carolina | 37  | 37 | 32.2 | .486 | .431 | .624 | 10.1 | 2.4 | 1.0 | 1.0 | 16.9 |
| 2018–19 | North Carolina | 36  | 36 | 30.9 | .430 | .288 | .774 | 10.4 | 2.3 | .6  | .6  | 14.9 |
| Total   | Total          | 141 | 74 | 21.1 | .460 | .361 | .675 | 6.7  | 1.6 | .5  | .5  | 9.9  |

### Profesional
Tras no ser elegido en el Draft de la NBA de 2019, disputó las Ligas de Verano de la NBA con los Milwaukee Bucks, promediando 3,0 puntos y 4,0 rebotes en tres partidos, disputando posteriormente la pretemporada con el equipo. el 14 de octubre fue cortado por los Bucks, pero fue asignado a su filial en la G League, los Wisconsin Herd. en su primera temporada promedió 10,7 puntos y 7,4 rebotes por partido.
El 18 de julio de 2020 fichó por el Aquila Basket Trento de la Lega Basket Serie A italiana. Jugó una temporada en el equipo italiano, en la que acabó promediando 12,3 puntos, 6,0 rebotes y 1,3 asistencias por partido.
Tras una temporada en Italia, en julio de 2021 ficha por dos temporadas con el BAXI Manresa de la liga ACB. Contó con menos minutos que en su anterior temporada, para acabar con unos promedios de 8,2 puntos y 3,4 rebotes por encuentro.
El 21 de julio de 2022, firma por el Covirán Granada de la Liga Endesa.
El 12 de julio de 2023, firma por el Tofaş S.K. de la BSL turca. Un año más tarde, en junio de 2024 fichó por el Ibaraki Robots de la B.League japonesa.